# Бережанский сельский совет (Верхнерогачикский район)
Бережанский сельский совет (укр. Бережанська сільська рада) — входит в состав
Верхнерогачикского района
Херсонской области
Украины.
Административный центр сельского совета находится в 
с. Бережанка.

## История
- 1792 — дата образования.

## Населённые пункты совета
- с. Бережанка
- с. Георгиевка
- с. Михайловка
- с. Новознаменка